# Гільєрмо Дуглас
Гільєрмо Дуглас (ісп. Guillermo Douglas, січень 1909 — 1967) — уругвайський академічний веслувальник.
Бронзовий призер Олімпійських Ігор 1932 року в одиночці.